# 464. п. н. е.

## Догађаји
- Велики земљотрес у Спарти